# Seleção Estadunidense de Rugby League
A Seleção Estadunidense de Rugby League é a equipe que representa os Estados Unidos no rugby league mundial. Seus jogadores são apelidados como Tomahawks.
Nos Estados Unidos, o rugby league é um código de rugby menos popular que o rugby union, como na maior parte do mundo: apenas na Austrália, na Papua-Nova Guiné e no norte da Inglaterra ele é o código preferido em relação ao union. Atualmente com uma equipe mesclada entre australianos e atletas que atuam nos EUA, a seleção só veio a estrear na Copa do Mundo de Rugby League na edição de 2013. Antes do torneio, conseguiu vencer por 22-18 dentro de Toulouse a quarta colocada do ranking mundial, a França. A estreia na competição também veio com vitória, muito comemorada: 32-20 sobre as Ilhas Cook.